# Dutch Open 1931
Die Dutch Open 1931 im Badminton fanden Mitte November 1931 im Casino-Zaal in Noordwijk statt.

## Sieger und Platzierte
| Disziplin    | Gold                       | Silber               | Bronze                        |
| ------------ | -------------------------- | -------------------- | ----------------------------- |
| Herreneinzel | G. E. Dovaston*            | J. P. H. Woltman     | E. Mayne                      |
| Herreneinzel | G. E. Dovaston*            | J. P. H. Woltman     | Dirk Stikker                  |
| Dameneinzel  | Esnough                    | G. Dovaston          | Schaetzer                     |
| Dameneinzel  | Esnough                    | G. Dovaston          | Limborgh                      |
| Herrendoppel | G. E. Dovaston E. Mayne    | Dirk Stikker C. Punt | Adriaan Dros jr. van de Velde |
| Herrendoppel | G. E. Dovaston E. Mayne    | Dirk Stikker C. Punt | Henny J. P. H. Woltman        |
| Damendoppel  | G. Dovaston Esnough        | Schaetzer Limborgh   | Co Jansen L. van der Laan     |
| Damendoppel  | G. Dovaston Esnough        | Schaetzer Limborgh   | R. Ivor Jones J. Withaar      |
| Mixed        | G. E. Dovaston G. Dovaston | E. Mayne Esnough     | J. P. H. Woltman C. Punt      |
| Mixed        | G. E. Dovaston G. Dovaston | E. Mayne Esnough     | van de Velde Schaetzer        |

- Anmerkung: Für Dovastons Nationalität kursieren mehrere Varianten (englisch, amerikanisch, kanadisch)

## Finalergebnisse
| Disziplin    | Sieger                     | Finalist             | Ergebnis          |
| ------------ | -------------------------- | -------------------- | ----------------- |
| Herreneinzel | G. E. Dovaston*            | J. P. H. Woltman     | 15–7, 15–6        |
| Dameneinzel  | Esnough                    | G. Dovaston          | 11–2, 11–7        |
| Herrendoppel | G. E. Dovaston E. Mayne    | Dirk Stikker C. Punt | 15–2, 15–2        |
| Damendoppel  | G. Dovaston Esnough        | Schaetzer Limborgh   | 15–1, 15–5        |
| Mixed        | G. E. Dovaston G. Dovaston | E. Mayne Esnough     | 15–11, 7–15, 15–6 |